# 스트로베리 나이트
《스트로베리 나이트》(일본어: ストロベリーナイト)는 혼다 테츠야의 소설 작품이다. 또, 이것을 포함한 히메카와 레이코 시리즈를 원작으로 한 영상화 작품의 타이틀이다.

## 개요
경시청 수사 1과 살인범 수사계에 배속된 여성 경관·히메카와 레이코를 중심으로 하는 개성 넘치는 형사들이 흉악한 난사건에 도전하는 히메카와 레이코 시리즈 제1탄. 공원에서 발견된 타살체로 발단한 일련의 사건 발각으로부터 해결까지의 2주간을 그린다. 이야기는 전 5장으로 구성되어 3장까지는 모두에 범인의 시점에 의한 모노로그가 도입되고 있다.
2010년에 후지 TV에서 단발의 스페셜 드라마로 텔레비전 드라마화되었다. 2012년에는 동 타이틀로 연속 드라마화되어 2013년에는 영화화되었지만, 연속 드라마 이후의 것은 《스트로베리 나이트》 이외의 시리즈 작품을 원작으로 하고 있다.
이 외, 2011년에는 호리구치 스미오에 의해 만화화되고 있다.

## 줄거리
저수지 근처에서 파란 비닐에 싸인 남자의 변사체가 발견된다. 여형사 히메카와 레이코는 이것이 한 번으로 끝나지 않을 사건임을 감지한다. 그녀는 직감과 행동력을 바탕으로 사건을 파헤치기 시작하고, 악전고투 끝에 밝혀낸 사건의 진실은 너무나도 충격적이었다. 수사 과정에서 수수께끼의 단어 〈스트로베리 나이트〉가 드러나고…

## 등장인물

### 히메카와반
히메카와 레이코
경시청 수사 1과 살인범 수사 10계(히메카와반) 주임 경부보.
고교 시절에 강간당한 과거가 있어, 현재도 당시의 기억이 소생해 가 벗어나지 못하고 있다.
키쿠타 카즈오
순사부장. 레이코의 부하.
오오츠카 신지
경장. 레이코의 부하.
이시쿠라 타모츠
순사부장. 레이코의 부하. 레이코에게는 〈타모츠 상〉이라 불리고 있다.
유다 코헤이
경장. 레이코의 부하.

### 경시청
카츠마타 켄사쿠
수사 1과 살인범 수사 5계(카츠마타반) 주임 경부보. 별명은 〈간테츠〉. 공안부 출신, 레이코의 천적으로 범인 검거를 위해서라면 법으로 저촉되는 행위라도 관계없이 행동한다.
이마이즈미 하루오
경시청 수사 1과 살인범 수사 10계 계장 경부.
하시즈메 슌스케
수사 1과 관리관 경시.
쿠사카 마모루
수사 1과 살인범 수사 10계(쿠사카반) 주임 경부보. 레이코와는 견원지간.
이오카 히로미츠
카메아리니시서 강행범계 경장. 레이코에게 호의를 안고 있다.
키타미 쇼
경부보. 국가 시험 일종에 합격해 입청. 부친이 제3방면 본부장이라고 하는 캐리어조. 현재 카메아리 경찰서에서 연수 중. 샤프한 파트가 모인 얼굴 생김새. 오오츠카와 콤비를 짠다.
코미네
경시청 형사부 감식과 주임.

### 그 외
〈에프〉
〈스트로베리 나이트〉 실행 역. 친구 마코를 윤간해 죽인 범인을 커터 나이프로 살해해, 그 범인 친구의 소개로 〈스트로베리 나이트〉에 참가한다.
쿠니오쿠 사다노스케
도쿄 도 감찰 의무원 감찰의. 레이코와는 〈기묘한 시체〉를 이야기의 소재로 종종 식사하는 사이이다.
후카자와 유카리
야스유키의 여동생. 중증의 정신 질환으로 츄오 의과 대학 부속 병원에 입원하고 있다.
후카자와 야스유키
사건 발생 1개월 전에 〈네글레리아 파울러리〉라고 하는 기생 아메바에 감염해 사망했다. 자택을 방화한 죄로 보호 관찰의 처분을 받고 있었다.
오무로
츄오 의과 대학 부속 병원 정신과 의사. 유카리의 주치의.
카네하라 타이치
34세. 공원의 수풀에 유기된 피해자. 사무기기 리스 회사 근무. 주위에서는 성실한 인간이라고 말해졌다.
나메가와 유키오
38세. 저수지에 유기된 피해자. 광고 대리점 백광당의 크리에이터. 재작년에 CM 대상을 받은 인기인. 기혼자이지만, 여자 놀음도 화려했다.
타시로 토모히코
39세. 전기 메이커의 영업원. 나메가와와 친하게 지내고 있었다. 오오츠카에게 〈스트로베리 나이트〉의 정보를 이야기했다. 소심자.
타츠미 케이치
모든 손을 사용해 뒷 사회의 정보를 구매한다, 말하자면 정보상. 오오츠카가 유일 체포(주거 침입)했던 적이 있어, 이번 사건에 관계되어 접촉했다.
사타 미치코
사이타마 현경 수사 제1과 순경. 레이코가 형사가 되는 계기가 된 여성 경관. 레이코의 고교 시절의 사건을 담당해, 사건의 쇼크로부터 마음을 닫은 레이코를 따뜻한 마음으로 지켜보며 격려하고 있었지만, 그 사건의 범인과의 격투의 끝에 순직했다. 최종 직무는 2계급 특진해 경부보였다.

## 텔레비전 드라마
본작을 포함한 〈히메카와 레이코 시리즈〉를 텔레비전 드라마 및 영화로 후지 TV가 영상화하였다. 히메카와를 연기하는 주연 여배우는 타케우치 유코. 이하의 시리즈는, 원작이 히메카와 레이코 시리즈의 다른 작품의 것도 포함해 타이틀은 모두 본작과 같은 《스트로베리 나이트》이다.
2010년 11월 13일, 《토요 프리미엄》에서 본작을 원작으로 한 스페셜 드라마를 방송. 2012년 1월 6일에는 동 작품이 약간의 신촬 부분을 더한 《금요 프레스테이지》 특별 기획 시간대 드라마 레전드로 방송되었다. 같은 해 1월 10일부터 3월 20일까지는, 연속 드라마로 화요 21시 시간대에서, 《소울 케이지》 《시머트리》 《감염유희》를 원작으로 한 속편이 방송되었다.
2013년 1월 26일, 상기의 극장판으로 《인비저블 레인》을 원작으로 한 영화가 개봉되어, 개봉한 주의 일본 영화 관객 동원수 1위를 기록했다.

## 만화
2011년에 만화화 되고 있다.
- 혼다 테츠야 (원작)·호리구치 스미오 (작화) 《스트로베리 나이트》 지츠교노니혼샤 〈만산 코믹스〉, 전 2권
  - 상권 (2011년 12월 27일 발매[1]), ISBN 978-4-408-17359-7
  - 하권 (2011년 12월 27일 발매[2]), ISBN 978-4-408-17360-3
  - 전자책 스토어 〈GALAPAGOS STORE〉에서도 2012년 2월 10일부터 전달되고 있음[3].
- 혼다 테츠야 (원작)·쿠와무라 치히로 (작화) 《스트로베리 나이트 -보이지 않는 비-》
  - 《주간 영 매거진》(코단샤)에서 연재 중

## 같이 보기
- 히메카와 레이코 시리즈
  - 소울 케이지 - 시리즈 제2작. 및, 연속 드라마 제9화부터 최종화까지의 원작.
  - 시머트리 - 시리즈 제3작, 시리즈 첫 단편소설집. 및, 연속 드라마 제1화부터 제5화까지, 제7화부터 제8화까지, 스페셜 드라마 애프터 인비저블 레인의 원작.
    - 도쿄 - 스페셜 드라마 애프터 인비저블 레인 첫 에피소드 (원작은 6년 전 히메카와의 순사부장 시절이나 영상화 되면서 키쿠타로 바뀜)
    - 지나친 정의감 - 연속 드라마 4, 5화 (6화의 원작인 감염유희와 스토리상 연결)
    - 오른손으로는 주먹을 날리지 말 것 - 연속 드라마 2, 3화
    - 시머트리 - 연속드라마 1화
    - 왼쪽만 보았을 때 - 스페셜 드라마 애프터 인비저블 레인 4번째 에피소드
    - 나쁜 열매 - 연속 드라마 7, 8화
    - 편지 - 영상화 되지 않음 (5년 전 히메카와의 순사부장 시절 사건)

  - 감염유희 - 스핀오프 작품. 및, 연속 드라마 제6화의 원작.
  - 인비저블 레인 - 시리즈 제4작. 및, 극장판의 원작.
  - 블루 머더
  - 인덱스